# 哈查希皮納山
16°11′55″S 68°17′21″W / 16.19861°S 68.28917°W
哈查希皮納山（Jach'a Jipiña），是玻利維亞的山峰，位於該國西部拉巴斯省的洛斯安地斯省，處於胡里庫塔湖西南面，屬於安第斯山脈中玻利維亞瑞阿爾山脈的一部分，海拔高度4,950米。